# رودولفو فرنسيسكو بوباديلا ماتا ماتا
رودولفو فرنسيسكو بوباديلا ماتا ماتا (بالإسبانية: Rodolfo Francisco Bobadilla Mata)‏ هو كاهن كاثوليكي غواتيمالي، ولد في 16 أكتوبر 1932 في غواتيمالا في غواتيمالا، وتوفي في 13 أبريل 2019.